# 谢苗·根金
谢苗·格里高利耶维奇·根金（俄语：Семён Григо́рьевич Ге́ндин，1902年—1939年）苏联军事情报机关格鲁乌的领导人。1918年加入红军，参与俄国内战。1921年加入契卡。曾参与调查鲍里斯·维克托罗维奇·萨温科夫。1938年10月大清洗期间被捕，1939年2月被枪毙。